# دیوید تویی
دیوید تویی (انگلیسی: David Twohy؛ زادهٔ ۱۸ اکتبر ۱۹۵۵) یک کارگردان و فیلم‌نامه‌نویس اهل ایالات متحده آمریکا است.

## فیلم‌شناسی

### کارگردان
- The Lost Leonardo (TBA)
- ریدیک (۲۰۱۳)
- گریز بی‌نقص (۲۰۰۹)
- سرگذشت ریدیک (۲۰۰۴)
- Below (۲۰۰۲)
- قیرگون (۲۰۰۰)
- The Arrival (۱۹۹۶)
- Timescape (1992) (also known as Grand Tour: Disaster in Time)

### نویسنده
- ریدیک (۲۰۱۳)
- گریز بی‌نقص (۲۰۰۹)
- سرگذشت ریدیک (۲۰۰۴)
- Below (۲۰۰۲)
- Impostor (۲۰۰۲)
- قیرگون (۲۰۰۰)
- جی. آی. جین (۱۹۹۷)
- The Arrival (۱۹۹۶)
- دنیای آب (۱۹۹۵)
- ترمینال سرعت (۱۹۹۴)
- فراری (۱۹۹۳)
- Timescape (۱۹۹۲)
- Warlock (۱۹۸۹)
- بیگانه ۳ (early draft) (۱۹۸۹)
- Critters 2: The Main Course (۱۹۸۸)